# День перший (фільм, 1958)
«День перший» — радянський кольоровий історико-революційний художній фільм, поставлений на кіностудії «Ленфільм» в 1958 році режисером Ф. М. Ермлером.

## Сюжет
У тривожні дні Жовтня 1917 року входить у Смольний простий робітник, хлопець з Виборзької сторони Микола Тимофєєв. За ним ув'язується вагітна дружина Катя. Виконуючи доручення партії, Тимофєєв потрапляє в саму гущу подій Жовтневої революції: він вирушає до Петропавловської фортеці, щоб добути зброю для робітників загонів, пробирається в Зимовий палац через застави жіночого «батальйону смерті», щоб передати Тимчасовому уряду ультиматум про капітуляцію, бере участь у штурмі Зимового. Але біля самих воріт його наздогнала куля юнкера. У невтішному горі Катя схилилася над тілом чоловіка. Від переживань у неї починаються пологи. Червоногвардійці на шинелі переносять її в парадну Головного штабу. Незабаром на світло з'являється нова людина нового світу…

## У ролях
- Едуард Бредун —  Микола Тимофєєв
- Ольга Реус-Петренко —  Катя
- Інокентій Смоктуновський —  В. А. Антонов-Овсієнко
- Костянтин Скоробогатов —  робітник-путилівець
- Олександр Ларіков —  легковий візник
- Юрій Толубєєв —  тягловий візник
- Гліб Юченков —  В. І. Ленін
- Леонід Любашевський —  Я. М. Свердлов
- Н. Вакуров —  М. І. Подвойський
- Костянтин Адашевський —  М. М. Кишкін
- Ігор Боголюбов —  Лухмін
- Олександр Суснін —  Пашка
- Василь Меркур'єв — епізод
- Іван Назаров — епізод
- Анатолій Алексєєв — епізод
- Георгій Жжонов — епізод
- Іван Селянин — епізод
- Володимир Трошин — епізод
- Адріан Філіппов — епізод
- Анатолій Павлов —  Г. І. Благонравов
- Антоніна Павличева —  мати Миколи

## Знімальна група
- Режисер — Фрідріх Ермлер
- Сценарист — Костянтин Ісаєв
- Оператор — Анатолій Назаров
- Композитор — Олег Каравайчук
- Художник — Євген Еней